# Arden of Feversham (Carmelo Bene)
Arden of Feversham è una rielaborazione dell'anonima e omonima opera teatrale elisabettiana, fatta da Carmelo Bene e Salvatore Siniscalchi. Nel cast abbiamo Giovanni Davoli, Manlio Nevastri, Lydia Mancinelli, Franco Gulà, Ninetto Davoli, Alfiero Vincenti.

## Trama
La trama ha delle similitudini con l'Arden of Feversham originale, ma si discosta da questa in numerosi punti, tra cui inserimenti estranei e spiazzanti, come le ricette gastronomiche tratte dalla rivista Elle di Barthes.
In Capricci, secondo lungometraggio di Carmelo Bene, L'Arden of Feversham costituirà una delle due "trame" del film (l'altra sarà quella della Manon di Prévost), recitata perlopiù da vecchietti pugliesi.

## Edizione filmica
A proposito di "Arden of Feversham" (1968), mediometraggio (20'). Con Carmelo Bene, Giovanni Davoli, Manlio Nevastri. Irreperibile. Presso la Cineteca Nazionale è stato individuato il negativo privo di colonna sonora.